# 히에역
히에역(일본어: 比延駅 ひええき[*])은 일본 효고현 니시와키시에 위치한 서일본 여객철도 가코가와 선의 철도역이다. 단선 승강장 1면 1선의 구조를 갖춘 지상역이다.

## 이용 현황
| 연도     | 1일 평균 | 연도     | 1일 평균 |
| 2000년도 | 23       | 2007년도 | 11       |
| 2001년도 | 17       | 2008년도 | 14       |
| 2002년도 | 14       | 2009년도 | 19       |
| 2003년도 | 7        | 2010년도 | 17       |
| 2004년도 | 10       | 2011년도 | 15       |
| 2005년도 | 11       | 2012년도 | 19       |
| 2006년도 | 11       |          |          |
| -------- | -------- | -------- | -------- |

## 역 주변
- 반슈 직공업 협동조합
- 조야마 공원
- 국도 제175호선
- 가코 강

## 역사
- 1924년 12월 27일 : 반탄 철도 노무라 역 - 다니카와역 간의 개통과 동시에 개업. 여객 · 화물 취급을 개시.
- 1943년 6월 1일 : 반탄 철도의 국유화에 의해 일본국유철도 가코가와 선의 소속으로 한다.
- 1962년 3월 1일 : 화물의 취급을 폐지.
- 1973년 10월 1일 : 무인화.
- 1987년 4월 1일 : 일본국유철도 분할 민영화에 의해, 서일본 여객철도가 승계.
- 1990년 6월 1일 : 가코가와 철도부 발족에 의해, 그 관할로 한다.
- 2009년 7월 1일 : 가코가와 철도부 폐지에 수반해 고베 지사 직할로 변경되어, 가코가와 역의 피관리역으로 한다.

## 인접 역
| 서일본 여객철도 가코가와 선 | 서일본 여객철도 가코가와 선 | 서일본 여객철도 가코가와 선 |
| --------------------------- | --------------------------- | --------------------------- |
| 신니시와키 가코가와 방면    | ■ 가코가와 선               | 니혼헤소코엔 다니카와 방면  |